# Belgische Militärfahrzeuge des Zweiten Weltkrieges
Dies ist eine Liste der belgischen Militärfahrzeuge, die während des Zweiten Weltkrieges eingesetzt wurden oder sich in Entwicklung befanden:

## Gepanzerte Fahrzeuge

### Importierte Kampffahrzeuge
| Kurzbezeichnung | Bezeichnung                                 | Hauptwaffe | Baujahre | Stückzahl | Bemerkung        |
| --------------- | ------------------------------------------- | ---------- | -------- | --------- | ---------------- |
| –               | Renault ACG1                                | –          |          | 15        | (Frankreich)     |
| –               | Renault FT                                  | –          |          |           | (Frankreich)     |
| –               | T.13                                        | –          |          |           | (Großbritannien) |
| –               | Light Tank Vickers T-15 (Light Tank Mk III) | –          |          |           | (Großbritannien) |

### Panzerspähwagen
| Kurzbezeichnung | Bezeichnung                        | Hauptwaffe | Baujahre | Stückzahl | Bemerkung    |
| --------------- | ---------------------------------- | ---------- | -------- | --------- | ------------ |
| –               | Ford/Marmon-Herrington Panzerwagen | –          |          |           | (Frankreich) |
| –               | Berliet 4x4 VUDB Modell 1929       | –          |          |           |              |

## Ungepanzerte Fahrzeuge

### Lastkraftwagen
| Kurzbezeichnung | Bezeichnung | Ladung/Besatzung | Baujahre | Stückzahl | Bemerkung |
| --------------- | ----------- | ---------------- | -------- | --------- | --------- |
| –               |             | –                |          |           |           |
| –               |             | –                |          |           |           |

### Traktoren
| Kurzbezeichnung | Bezeichnung               | Zuglast | Baujahre | Stückzahl | Bemerkung |
| --------------- | ------------------------- | ------- | -------- | --------- | --------- |
| –               | Familleheureux Zugtraktor | –       |          |           |           |